# Ниврянське джерело
Ниврянське джерело — гідрологічна пам'ятка природи місцевого значення в Україні. Розташована у селі Нивра Скала-Подільської селищної громади Чортківського району Тернопільської області, поблизу цегельного заводу. 
Площа 0,01 га. Оголошене об'єктом природно-заповідного фонду рішенням виконкому Тернопільської обласної ради № 747 від 17 жовтня 1969 року. Перебуває у віданні Скала-Подільської селищної громади. 
Під охороною — джерело питної води, має науково-пізнавальну та естетичну цінність.